# Révélation (film, 1918)
Pour plus de détails, voir Fiche technique et Distribution.
Révélation (Revelation) est un film américain réalisé par George D. Baker, sorti en 1918.

## Fiche technique
- Titre : Révélation
- Titre original : Revelation
- Réalisation : George D. Baker
- Scénario : Ethel Browning, d'après une histoire de Mabel Wagnalls
- Société de production : Metro Pictures Corporation
- Société de distribution : Metro Pictures Corporation
- Pays d'origine :  États-Unis
- Langue originale : anglais
- Format : noir et blanc — 35 mm — 1,33:1 — Film muet
- Genre : Drame
- Durée : 1 heure 10 minutes (7 bobines)
- Dates de sortie :  États-Unis : 17 février 1918

## Distribution

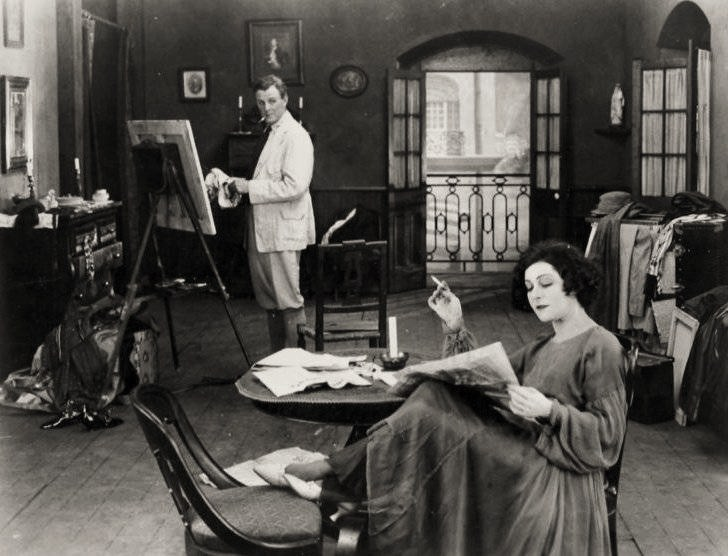
Charles Bryant et Alla Nazimova dans Revelation (1918).

- Charles Bryant et Alla Nazimova dans Revelation (1918).Charles Bryant
- Alla Nazimova
- Frank Currier
- Syn De Conde
- Bigelow Cooper
- John Martin
- Eugene Borden
- Phil Sanford